# Plaza de Cibeles

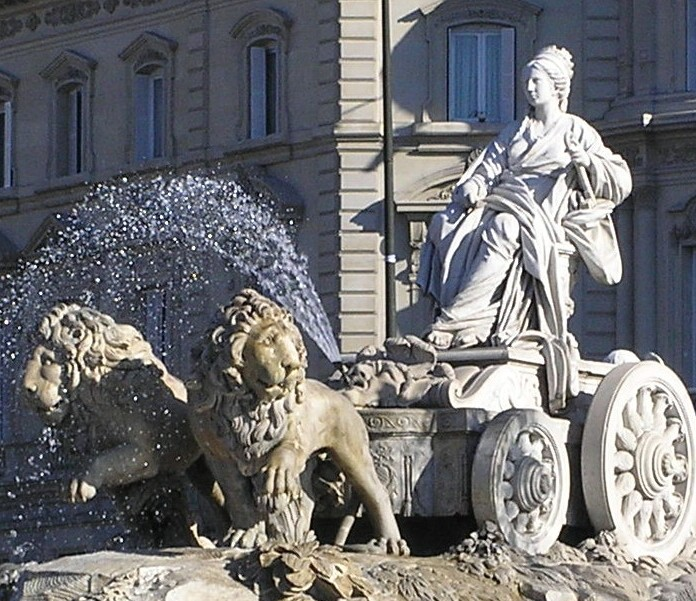
La fuente de Cibeles occupa il centro della piazza.

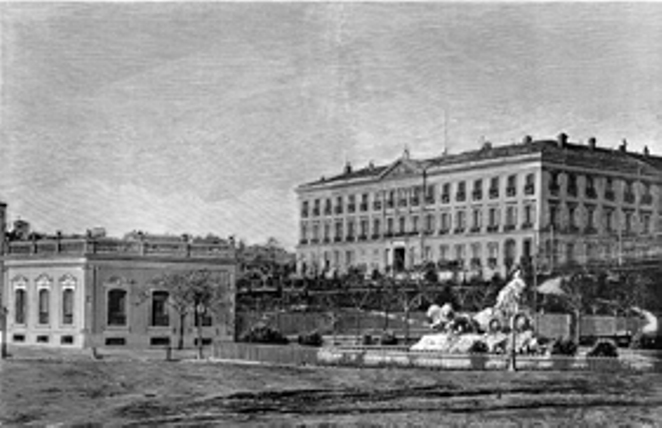
Vecchia collocazione della fuente de Cibeles, assieme al Palacio de Buenavista. La foto è del 1880, quindici anni prima del trasferimento del complesso scultorico alla sua attuale ubicazione.

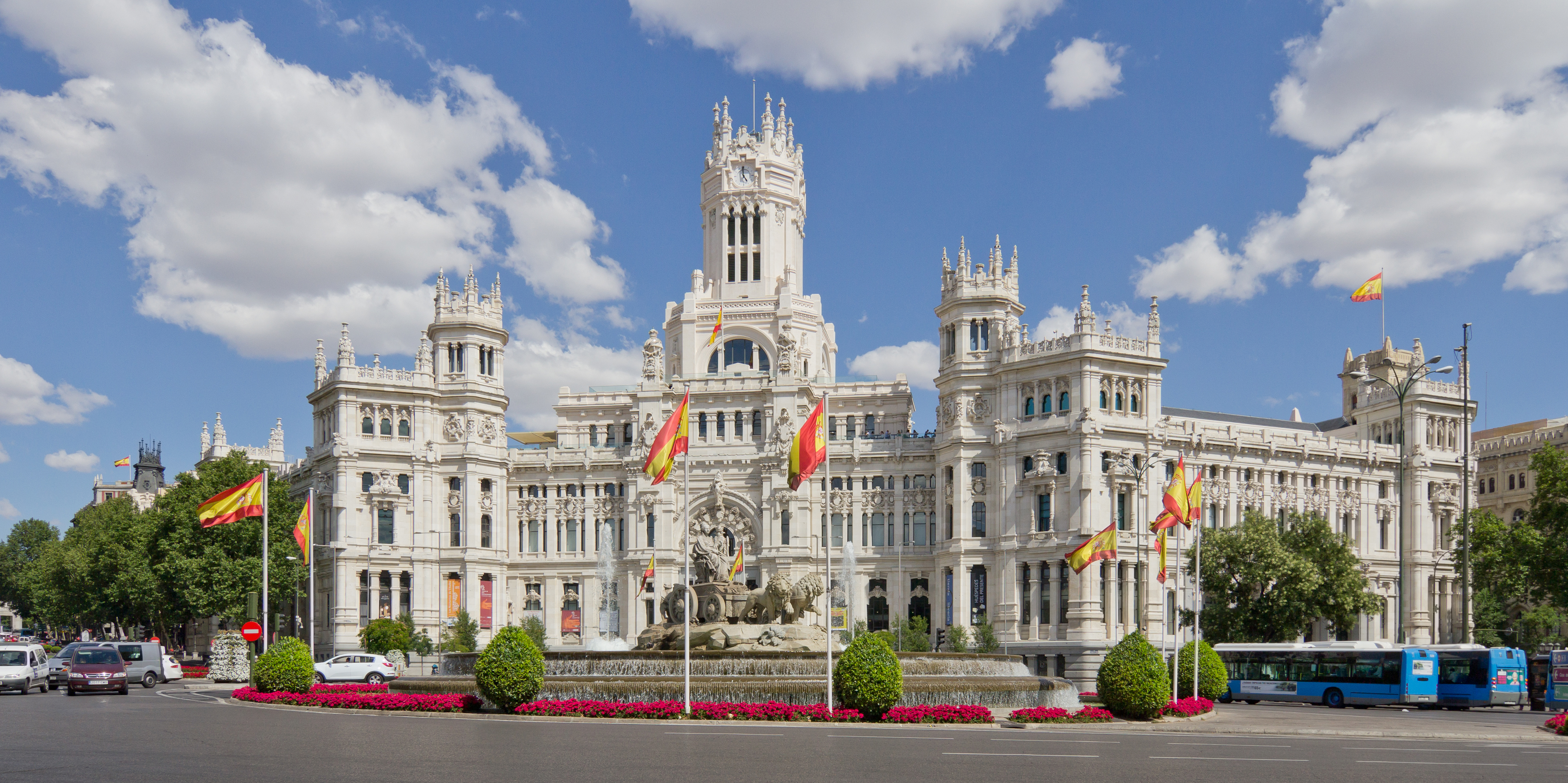
Con la costruzione nel 1917 del Palacio de Comunicaciones, il contorno della piazza rimase finalmente chiuso.

La plaza de Cibeles si trova nella città spagnola di Madrid, all'intersezione di Calle de Alcalá (che l'attraversa da ovest a est) con il paseo de Recoletos (a nord) e il paseo del Prado (a sud). Questo luogo, uno dei più simbolici della capitale, segna il limite dei distretti Centro, Retiro e Salamanca.
Al centro, la celebre fuente de Cibeles, scolpita nell'anno 1782, a partire da un progetto di Ventura Rodríguez. Ognuno dei quattro angoli della piazza è sovrastato da edifici emblematici, costruiti tra la fine del XVIII e l'inizio del XX secolo.
Il Palacio de Buenavista o Quartier General dell'Esercito, datato 1777, è il più antico di tutti loro. Si trova nell'angolo nordoccidentale, di fronte al Palacio de Linares o Casa de América, che si alza sull'angolo nordorientale. Il Palacio de Comunicaciones, sede del comune di Madrid dall'anno 2007, si trova all'estremo sudest il Banco de España all'estremo sudovest.

## Toponimia
La plaza de Cibeles prende il nome dalla fontana omonima, dedicata alla dea greca Cibele, sposa del titano Crono e madre di Attis. Il luogo venne chiamato inizialmente plaza de Madrid, ma nell'anno 1900, il comune di Madrid la battezzò come plaza de Castelar, nome che fu infine sostituito dall'attuale.

## Storia
Il luogo occupato oggi dalla plaza de Cibeles formava parte di un asse longitudinale costituito da un viale alberato, che nel rinascimento separava la zona urbana madrilena dai differenti complessi religiosi e reali. Contava con tre tratti principali, conosciuti come il Prado de los Recoletos Agustinos (attuale paseo de Recoletos), il Prado de los Jerónimos (a cui corrisponde il paseo del Prado) e il Prado de Atocha (scomparso).
La prima importante riforma di quest'asse viario si portò a termine sotto Felipe II, nell'anno 1570. Nel XVIII secolo, durante il regno di Carlos III, si intraprese una nuova riforma. Il progetto, che ricevette il nome di Salón del Prado, fu eseguito dagli architetti Ventura Rodríguez e José de Hermosilla. Consisteva nel creare una grande zona ornamentale di giardini e fontane a est di Madrid, fiancheggiata ai lati da diversi spazi dedicati alla divulgazione scientifica e culturale. 
Frutto di questa iniziativa urbanistica fu l'installazione nel 1782 della fuente de Cibeles assieme al Palacio de Buenavista, nel paseo de Recoletos, guardando verso la vicina fuente de Neptuno. Nel 1895 venne presa la decisione di trasportare il complesso scultorico all'incrocio del citato paseo con la calle de Alcalá, sua attuale ubicazione. La confluenza di ambo le vie fu sfruttata per creare attorno alla fontana una rotonda di distribuzione del traffico di carrozze, alla piazza.

Quattro anni prima del trasferimento della fontana aveva ufficialmente aperto le sue porte l'edificio del Banco de España, cosicché gli angoli occidentali della piazza furono chiusi (questa costruzione si trova all'angolo sudovest), di fronte al Palacio de Buenavista, all'angolo nordovest).

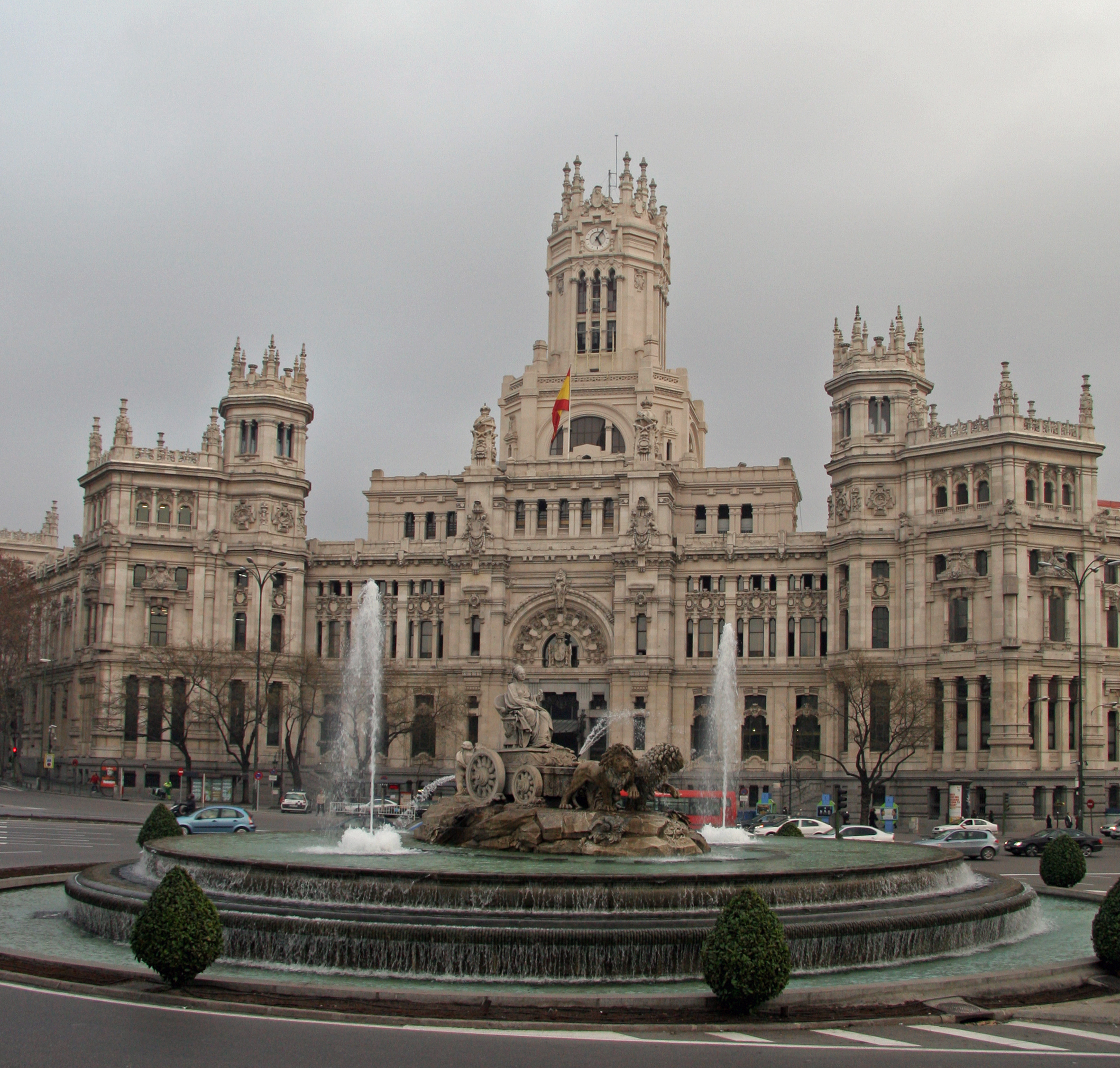
Vista della piazza, con la fontana omonima in primo piano e il Palacio de Comunicaciones, attuale sede del comune di Madrid, dietro la stessa.

Nei primi anni del XX secolo, il contorno orientale rimase definitivamente stabilito, con l'inaugurazione nel 1900 del Palacio de Linares, dopo 23 anni di progetti e lavori in corso; e nel 1917 del Palacio de Comunicaciones, l'edificio di maggiore altezza della piazza e che, assieme alla fontana, meglio definisce l'identità della stessa.
Con lo sviluppo urbanistico di Madrid, la plaza de Cibeles si convertì in un luogo nevralgico della città e, data la sua posizione tra due delle principali arterie della città (la calle de Alcalá e l'asse Recoletos-Prado), in un importante nodo del traffico su ruote. È stata il palcoscenico di diversi avvenimenti storici e sociali, tra cui gli ultimi festeggiamenti sportivi dei tifosi del Real Madrid.

## Descrizione
La plaza de Cibeles ha la pianta circolare. La sua disposizione nella confluenza di varie vie di comunicazione di considerevole larghezza fanno sì che assomigli più a una grande rotonda che ad una piazza propriamente detta. Nonostante ciò, presenta importanti valori storico-artistici, grazie ai quattro edifici che chiudono il suo contorno e al complesso scultoreo che occupa la parte centrale.

### Fuente de Cibeles

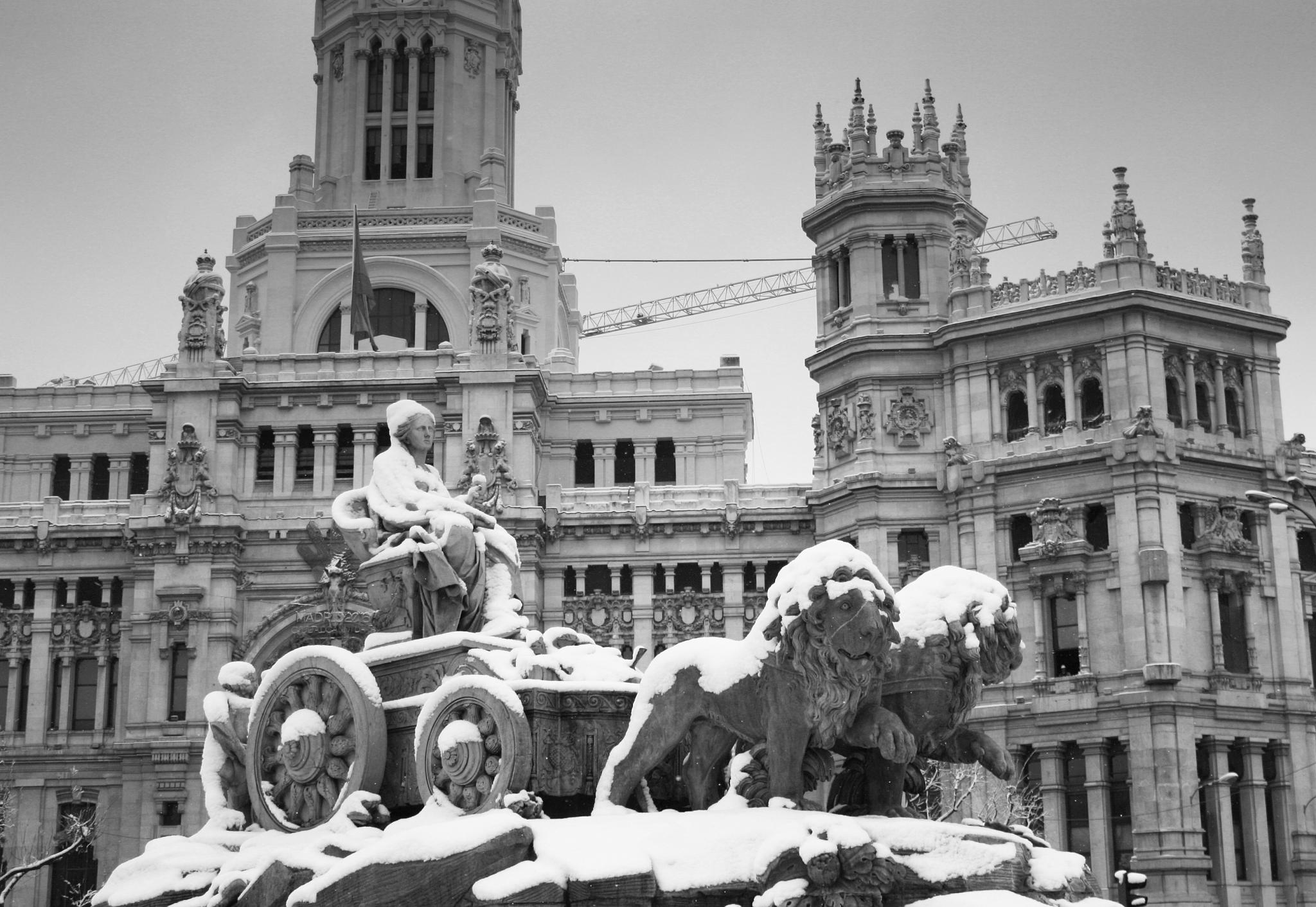
La fontana in inverno, dopo una delle rare nevicate di Madrid.

La fuente de Cibeles venne installata nel 1782 nel Paseo del Prado, assieme al Palacio de Buenavista, di fronte alla fontana di Nettuno (attualmente nel centro della plaza de Cánovas del Castillo). Comprende la dea Cibele (Cibeles in spagnolo), simbolo della terra, dell'agricoltura e della fecondità, su di un carro tirato da leoni.
Gli incaricati della realizzazione furono Francisco Gutiérrez (figura della dea e il carro), Roberto Michel (i leoni) e il decoratore Miguel Ximénez, d'accordo con il progetto di Ventura Rodríguez. La dea e i leoni furono scolpiti in marmo, e il resto in pietra.
Il fatto che si trovi in un luogo così centrale, la sua movimentata storia, e perfino tradizioni recenti come luogo di celebrazioni sportive hanno contribuito a far sì che sia uno dei più conosciuti simboli di Madrid.

### Palacio de Buenavista
Il Palacio de Buenavista, sede attuale del Quartier Generale dell'Esercito, venne edificato nel 1777 nel terreno reale conosciuto come Altillo de Buenavista, comprato nel 1769 dal dodicesimo duca di Alba, che incaricò nel 1770 un progetto di sistemazione del giardino allo stile francese a Ventura Rodríguez che non arrivò a realizzarsi. È situato su un promontorio, circondato da una zona alberata, cosicché risulta difficile da vedere dalla plaza de Cibeles.
L'edificio fu ristrutturato nell'anno 1939. In quest'occasione, si costruì un piano supplementare e si incorporò un frontespizio alla facciata principale, che dà sulla calle de Alcalá, opera dello scultore Aniceto Marinas.

### Banco de España

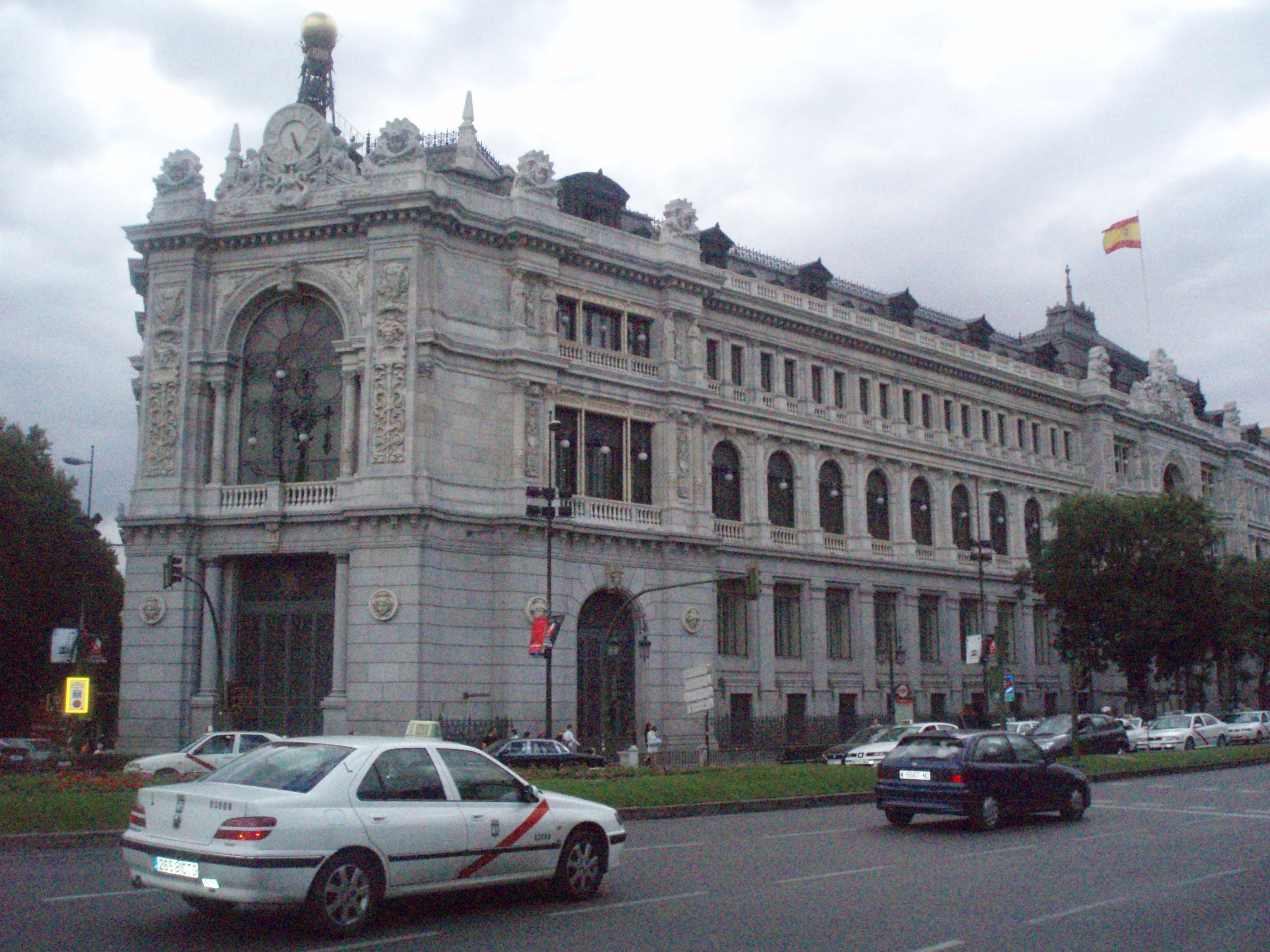
L'edificio del Banco de España, terminato nel 1891, presiede l'angolo sud-ovest della piazza.

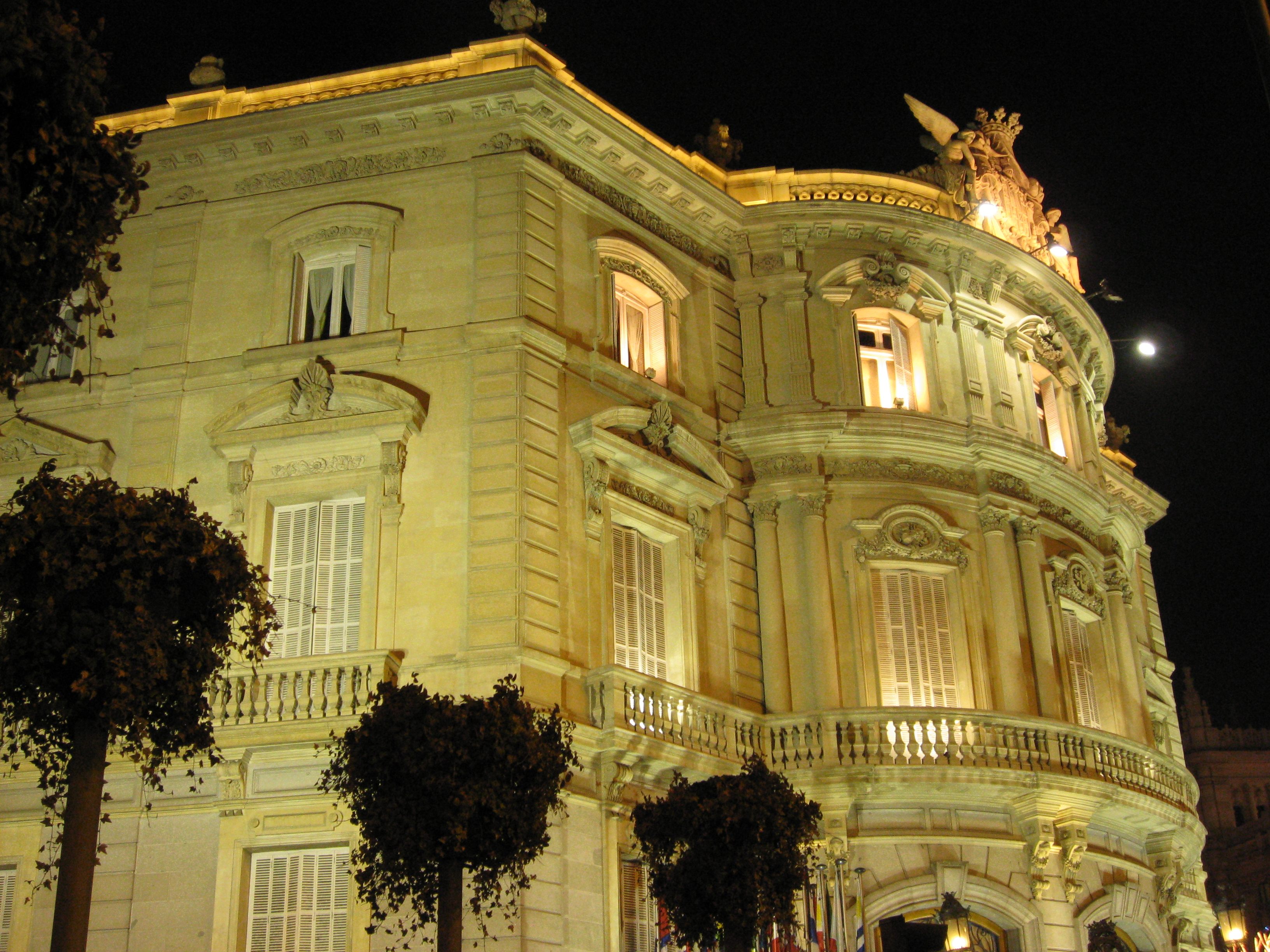
Smusso cilindrico della facciata principale del Palacio de Linares, che presiede l'angolo nord-orientale della piazza.

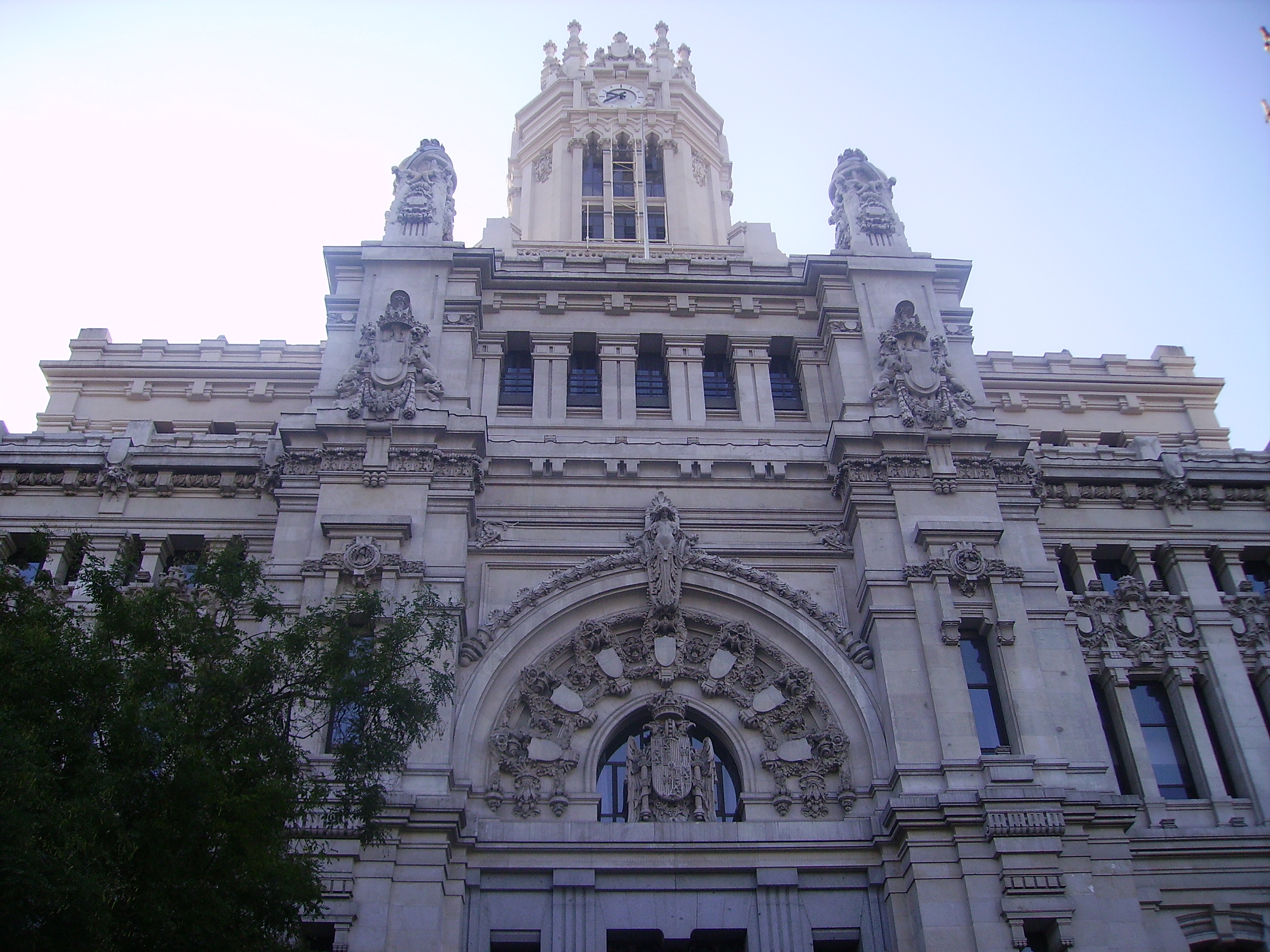
Dettaglio della facciata principale del Palacio de Comunicaciones.

L'angolo sudoccidentale della piazza è presieduto dalla sede centrale del Banco de España, inaugurata nel 1891, nove anni dopo che il re Alfonso XII di Spagna collocasse la prima pietra. L'edificio fu progettato da Eduardo Adaro e Severiano Sainz de la Lastra, che contarono su di un budget a disposizione di circa 15.300.000 pesetas. Parteciparono ai lavori anche Aníbal Álvarez Bouquel, Alejandro Herrero e Bernardo Asins, tra gli altri. Quest'ultimo fu l'autore della porta di ferro. 
Durante il XX secolo, vennero effettuati tre ampliamenti. Il primo de essi avvenne tra il 1930 e il 1934 e il secondo tra il 1969 e il 1975. Il più recente, terminato nell'anno 2006, fu progettato da Rafael Moneo. Tutti questi interventi hanno rispettato i confini originali dell'edificio.

### Palacio de Linares
Il Palacio de Linares deve il suo nome a Mateo Murga Michelena, marchese di Linares, che ordinò la sua costruzione nel 1877 all'architetto Carlos Colubí. L'edificio, che occupa uno spiazzo di 3.064 m², fu completato nel 1900. 
Negli interni spicca la sontuosa decorazione delle diverse sale, opera di artisti come Casto Plasencia, Jerónimo Suñol, Francisco Pradilla, Manuel Domínguez, Francisco Amérigo e Alejandro Ferrant, tra gli altri, che combinarono diversi stili, come il neogotico, il neobarocco o il romantico. Il vestibolo ovale e la scala a doppio scivolo, realizzata dall'architetto Manuel Aníbal Álvarez Amoroso, sono due degli elementi più significativi dell'interno.

### Palacio de Comunicaciones
Il Palacio de Comunicaciones fu l'ultimo dei quattro edifici del contorno della piazza ad essere costruito. Può essere considerato come quello che meglio identifica la piazza, disponendosi incurvato sull'angolo sudorientale e propiziando la definizione circolare della stessa. Inoltre, il suo aspetto istituzionale e la sua considerevole altezza massima (la torre centrale è alta più di 60 m) rinforzano la sensazione di chiusura dell'ampio spiazzo nel quale confluiscono la calle de Alcalá e i viali di Recoletos e del Prado.
Il palazzo, che occupa una superficie totale di 12.207 m², venne costruito sopra terreni integrati originariamente nel Parco del Retiro. Cominciò ad essere edificato nell'anno 1904, a partire da un progetto degli architetti Antonio Palacios e Julián Otamendi e dell'ingegnere Ángel Chueca. Il costo totale giunse ai 10.311.860 pesetas. I lavori ebbero termine tre anni dopo, nel 1907. 
L'edificio, concepito con criteri di razionalità e funzionalità, è una mescola di differenti stili ed influenze. La monumentalità dei suoi volumi emula i modelli architettonici statunitensi vigenti all'epoca e le sue composizioni volumetriche denotano un certo tocco francese. Riguardo agli elementi decorativi esterni, questi rimandano all'architettura medievale spagnola, presente anche nella lavorazione della pietre.
Il Palacio de Comunicaciones ospitò fino all'anno 2007 i servizi generali delle poste, telegrafi e telefonia. A partire da quell'anno e dopo diversi lavori di rinnovamento tuttora in corso, è sede del Comune di Madrid.

## Viste panoramiche

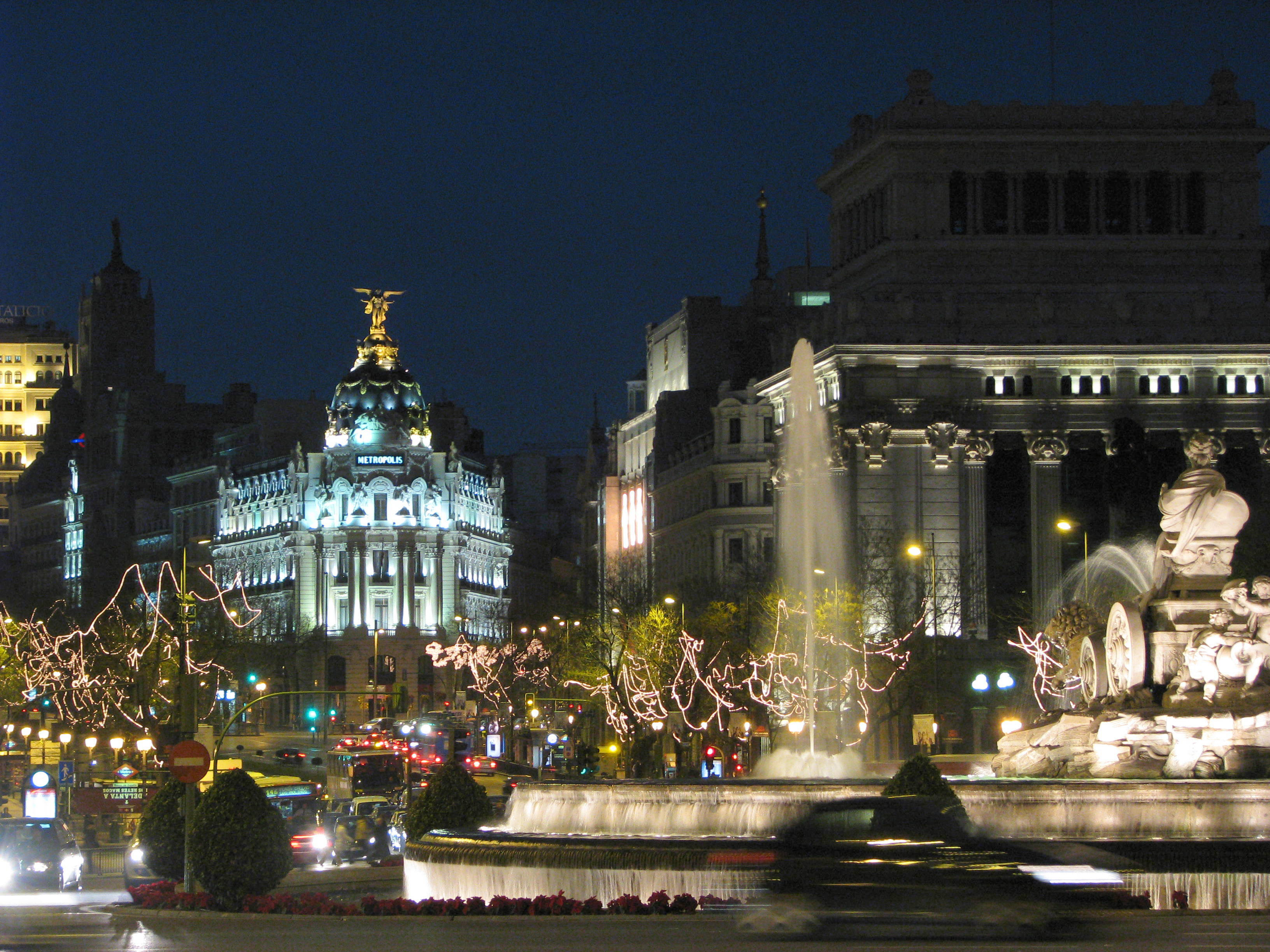
Vista notturna del lato occidentale della piazza, con la fontana in primo piano, l'edificio Metrópolis nella parte centrale sinistra e la sede dell'Instituto Cervantes a destra. L'immagine è del Natale 2007.

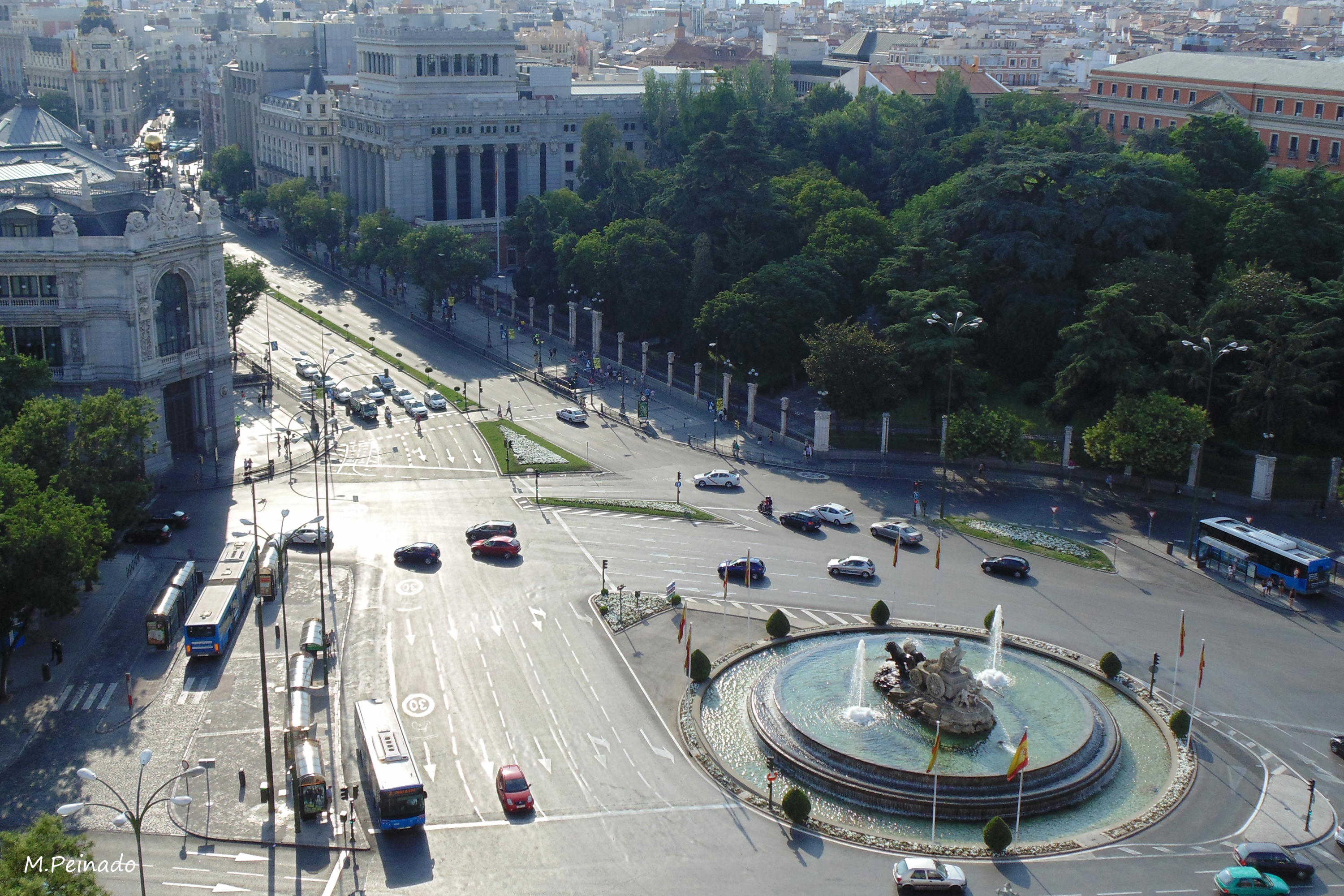
Vista della piazza dal Palacio de Comunicaciones.

La sua ubicazione in un piccolo avvallamento, sul letto dello scomparso arroyo de Valnegral, tra due lievi declivi ai lati orientale ed occidentale, permette di osservare diverse prospettive urbane, tra le più caratteristiche dello skyline madrileño.
- Lato occidentale. Nella parte ovest della piazza sbocca il tratto iniziale della calle de Alcalá, notevolmente allargata dopo la confluenza in essa della Gran Vía. L'edificio Metrópolis e le sedi del Círculo de Bellas Artes e dell'Instituto Cervantes sono alcune delle costruzioni che si possono osservare dalla piazza, grazie alla pendenza del terreno.
- Lato orientale. Dopo aver attraversato la piazza, la calle de Alcalá prosegue verso la Puerta de Alcalá, situata nella vicina plaza de la Independencia e ben visibile grazie alla citata pendenza del terreno.